# Colaptes pitius
Colaptes pitius là một loài chim trong họ Picidae.